# Wilhelm Wedding
Wilhelm Wedding (* 15. Juli 1861 in Berlin; † 25. Juli 1932 ebenda) war ein deutscher Naturwissenschaftler und Hochschullehrer.

## Leben
Wilhelm Wedding studierte Mathematik und Naturwissenschaften in Berlin und Straßburg und promovierte 1888 in Straßburg mit einer Arbeit über Die magnetische Drehung der Polarisationsebene bei wachsender Doppelbrechung in dilatiertem Glas. Im Anschluss wurde er an der Technischen Hochschule Berlin Assistent von Adolf Slaby. 1891 wurde Wedding Privatdozent, 1894 erhielt er das Prädikat Professor. Von 1908 bis 1926 war er ordentlicher Professor für Elektrotechnik, Beleuchtungstechnik und Elektronische Messkunde. Während dieser Zeit war Wedding zweimal Dekan seiner Fakultät. 1927 ernannte ihn die Technische Hochschule Berlin zu ihrem Ehrenbürger.
Wilhelm Wedding betreute zwölf Jahre lang die Zeitschrift des Vereins zur Förderung des Gewerbefleißes. Er war Gründungsmitglied und langjähriger Vorsitzender der Deutschen Beleuchtungstechnischen Gesellschaft. Er gehörte auch dem Verein Deutscher Ingenieure (VDI) und dem Berliner Bezirksverein des VDI an.